# Kościół św. Barbary w Wiedniu
Kościół św. Barbary (niem. Barbarakirche, ukr. Церква Святої Великомучениці Варвари) – kościół Ordynariatu Austrii, Wiernych Obrządków Wschodnich w Wiedniu przy ulicy Postgasse.
Przy kościele w latach 1774–1784 oraz 1803–1893 działało "Barbareum" – pierwsze greckokatolickie seminarium duchowne, kształcące kapłanów greckokatolickich dla całego cesarstwa austriackiego.